# Confédération musicale de France
Pour les articles homonymes, voir CMF.
 (juin 2012).
Si vous disposez d'ouvrages ou d'articles de référence ou si vous connaissez des sites web de qualité traitant du thème abordé ici, merci de compléter l'article en donnant les références utiles à sa vérifiabilité et en les liant à la section « Notes et références ».
La confédération musicale de France (CMF) est un organisme regroupant des associations musicales en France.

## Caractéristiques et historique
La confédération musicale de France est la 5e fédération en France, toutes disciplines confondues et la première dans le domaine culturel, avec plus de 4 500 associations musicales réparties sur l'ensemble de l'hexagone et dans les DOM-TOM. Elle constitue ainsi le réseau de la pratique musicale collective en amateur en France et représente la diversité des pratiques avec plus d'un millier d'écoles de musique, danse et théâtre, et plusieurs milliers d'ensembles musicaux de toutes sortes : orchestres d'harmonie, chœurs, orchestres symphoniques, big-bands, brass-bands, batterie-fanfares, orchestres de fanfares, orchestres à plectres, orchestres d'accordéons, ensembles de musique de chambre, classes d'orchestre, ensembles traditionnels et ensembles musicaux divers.
Elle s'est construite dans la lignée du mouvement orphéonique, avec une première fédération musicale en 1855, puis le regroupement national des fédérations avec des premiers statuts approuvés par le Ministère de l'Intérieur en 1896, sous appellation Fédération musicale de France, rattachée à la loi de 1901 en 1902. Elle devient la Confédération musicale de France en 1948 puis, Confédération musicale de France et de l'Union française en 1952. Elle est reconnue d'utilité publique et agréée d'éducation populaire depuis 1957. Elle travaille en convention d'objectifs avec le ministère de la Ville, de la Jeunesse et des Sports, le ministère de la Culture, le Fonds de coopération de la jeunesse et de l'éducation populaire (FONJEP) et la Société des auteurs, compositeurs et éditeurs de musique (SACEM).
En 2012, elle met en place un intranet accessible par chacune de ses associations (CMFréseau), avec un module de gestion administrative et un site internet.
Elle a pour objectif de permettre à toute personne, quels que soient son âge, son sexe et sa situation socioprofessionnelle ou géographique, d'accéder à la pratique collective de la musique. Pour cela, elle met en réseau les écoles de musique et les ensembles musicaux, les représente auprès des institutions territoriales et nationales et les aide, pédagogiquement et administrativement, à se former, se structurer, se développer et créer des partenariats.
Sa décomposition en 23 CMF régionales et 89 CMF départementales s'organise de manière à la fois déconcentrée pour les missions nationales et décentralisée pour les missions territoriales.

## Comité d'honneur
- Roger Boutry (mort en 2019)
- Sylvain Cambreling
- Jean-Claude Casadesus
- Guy Dangain
- Patrice Fontanarosa
- Ida Gotkovsky
- Emmanuel Krivine
- Frédéric Lodéon
- Michel Plasson
- Frédéric Robert (mort en novembre 2023)[1]
- Maurice André (mort en 2012)
- Pierre Boulez (mort en 2016)
- Désiré Dondeyne (mort en 2015)
- Henri Dutilleux (mort en 2013)
- Georges Prêtre (mort en 2017)

## Présidents
- 1906 - Alfred Richard
- 1912 - Émile Clérisse[2]
- 1935 - Paul Brévannes (en intérim)
- 1935 - Étienne Bourbié
- 1945 - Arthur Manouvrier
- 1953 - Albert Ehrmann
- 1969 - Jules Semler-Collery
- 1976 - André Ameller
- 1983 - André Petit
- 1991 - Maurice Adam
- 2005 - Bernard Aury
- 2008 - Jean-Marie Dazas (en intérim)
- 2010 - Jean-Jacques Brodbeck
- 2018 - Christophe Morizot

## Nombre d'association par discipline
(données 2012)
- orchestre d'harmonie : 2 500
- école de musique (associative, territoriale ou classée) : 1 260
- chœur et chorale : 600
- Orchestre de batterie-fanfare : 400
- fanfare : 300
- orchestre d'accordéons : 150
- banda : 90
- orchestre symphonique : 90
- big band et ensemble de jazz : 80
- petit ensemble et ensemble de musique de chambre : 80
- orchestre à plectres : 40
- brass band : 37
- groupe folklorique : 30
- ensemble divers : 130

## Activités
Elle édite le CMF magazine (4 numéros papier et 1 numéro numérique) qui s'adresse non seulement à tous les membres de ses associations mais également à toutes les personnes intéressées par la pratique musicale en amateur.
Elle organise :
- les sessions de l'Orchestre national d'harmonie des jeunes (ONHJ) en partenariat avec le Ministère de la Culture ;
- un stage de chef de chœur ;
- le concours d'excellence ;
- le diplôme d'aptitude à la direction des sociétés musicales (DADSM) créé en 1985 en accord avec le ministère de la Culture. Les options sont : orchestre d'harmonie, orchestre symphonique, chœur, orchestre de batterie-fanfare, orchestre d'accordéons et orchestre à plectres ;
- le championnat national de brass band ;
- le stage national d'orchestre à plectres.

Elle édite tous les ans:
- pour les instruments, une liste de morceaux d'examens de fins de cycles 1, 2 et 3 et des listes conseils pour les intercycles, la musique de chambre, les auditions, les études techniques et les déchiffrages ;
- les épreuves de formation musicale de fins de cycles 1, 2 et 3 ;
- pour les ensembles musicaux, une liste de morceaux de concours et des listes conseils classées par niveau ;
- les épreuves du certificat régional de direction des sociétés musicales.

## Championnat national français de brass band
Une quarantaine de brass band autonomes adhèrent à la CMF et une vingtaine de brass band d'école.
Depuis 2004, elle a créé et organise le championnat national de Brass Band français qui est ouvert à tous les brass band français selon diverses catégories : 3e, 2e et 1re division, excellence, honneur. Toutefois, à partir de l'édition 2020, les divisions sont renommées et s'organisent désormais comme suit : 4e, 3e, 2e et 1re division, honneur (supprimant ainsi le terme "excellence").
Le brass band premier nommé de la division honneur ayant obtenu un premier prix mention très bien devient champion national et peut représenter la France lors du championnat européen de brass band (EBBC).
Les membres de la commission brass band de la CMF font des propositions pour développer le règlement et choisissent les œuvres imposées dans chaque division.
Néanmoins, depuis 2011, l’œuvre imposée dans la division honneur est choisie par le président du jury.
Depuis 2014, la CMF organise le championnat sur deux jours afin de répondre au nombre croissant de brass band participants.
En 2015, 17 brass band étaient en compétition, ce qui en a fait une édition exceptionnelle.

### Champions de France
- 2004 (Paris) : Brass Band Æolus[3] (1)
- 2005 (Paris) : Brass Band Æolus (2)
- 2006 (Paris) : Brass Band Æolus (3)
- 2007 (Paris) : Brass Band Æolus (4)
- 2009 (Paris) : Brass Band du Nord Pas-de-Calais[4] (1)
- 2010 (Amiens) : Brass Band du Nord Pas-de-Calais (2)
- 2011 (Amiens) : Brass Band du Nord Pas-de-Calais (3)
- 2012 (Amiens) : Paris Brass Band[5] (1)
- 2013 (Lyon) : Paris Brass Band (2)
- 2014 (Yvetot) : Paris Brass Band (3)
- 2015 (Lille) : Paris Brass Band (4)
- 2016 (Lille) : Paris Brass Band (5)
- 2017 (Lyon) : Hauts-de-France Brass Band (nouveau nom du Brass Band Nord Pas-de-Calais) (4)
- 2018 (Nantes) : Paris Brass Band (6)
- 2019 (Amiens) : Hauts-de-France Brass Band (5)
- 2020 (Le Grand-Quevilly) : Hauts-de-France Brass Band (6)
- 2021 : L'édition qui devait se tenir à Grenoble a été annulée en raison de la pandémie de Covid-19.
- 2022 (Le Grand-Quevilly) : Hauts-de-France Brass Band (7)
- 2023 (Saint-Étienne) : Hauts-de-France Brass Band (8)
- 2024 (Valenciennes) : Hauts-de-France Brass Band (9)

### Membres du jury
| 2004 | Philippe Fritsch (France)                    | Philippe Legris (France)         | David Read (Royaume-Uni)     | Pierre-Étienne Sagnol (Suisse) |
| 2005 | Fred Harles (Luxembourg)                     | Jacques Mauger (France)          | David Read (Royaume-Uni)     |                                |
| 2006 | Markus S. Bach (Allemagne)                   | Jappie Dijkstra (Pays-Bas)       | Guy Touvron (France)         |                                |
| 2007 | Luc Vertommen (Belgique)                     | Thierry Thibault (France)        | David Read (Royaume-Uni)     |                                |
| 2009 | Michael Forsyth (Australie)                  | Jacques Mauger (France)          | David Read (Royaume-Uni)     |                                |
| 2010 | Nigel Seaman (Royaume-Uni) - président       | Thierry Caens (France)           | Lieven Maertens (Belgique)   |                                |
| 2011 | Géo-Pierre Moren (Suisse) - président        | Ray Farr (Royaume-Uni)           | François Thuillier (France)  |                                |
| 2012 | Luc Vertommen (Belgique) - président         | Bruce Fraser (Royaume-Uni)       | Philippe Wendling (France)   |                                |
| 2013 | Claude Kesmaecker (France) - président       | Jan De Haan (Pays-Bas)           | Chris Wormald (Royaume-Uni)  |                                |
| 2014 | Frans Violet (Belgique) - président          | Mareika Gray (Australie)         | Marc Lys (France)            |                                |
| 2015 | Jan Van Der Roost (Belgique) - président     | Christophe Jeanbourquin (Suisse) | Clément Saunier (France)     |                                |
| 2016 | Garry Cutt (Angleterre) - président          | Bertrand Moren (Suisse)          | Gildas Harnois (France)      |                                |
| 2017 | Russel Gray (Ecosse) - président             | Olivier Waespi (Suisse)          | Michel Becquet (France)      |                                |
| 2018 | Philip Sparke (Angleterre) - président       | Manu Mellaerts (Belgique)        | Thierry Deleruyelle (France) |                                |
| 2019 | Paul Holland (Pays de Galles) - président    | Jacob De Haan (Pays-Bas)         | Bastien Stil (France)        |                                |
| 2020 | Paul Lovatt-Cooper (Royaume-Uni) - président | Bertrand Moren (Suisse)          | Benny Wiame (Belgique)       |                                |
| 2022 | Glenn Van Looy (Belgique) - président        | Kevin Houben (Belgique)          | Anno Appelo (Pays-Bas)       |                                |
| 2023 | Roger Webster (Angleterre) - Président       | Blaise Héritier (Suisse)         | Bert Van Thienen (Belgique)  |                                |

### Morceaux imposés par division
- Honneur (champion de France)
  - 2004 : Burlesque de Rob Goorhuis
  - 2005 : Chivalry de Martin Ellerby
  - 2006 : Theme and eight variations on Enigma de Edward Elgar (arrangement d'Eric Ball)
  - 2007 : Lac Leman de Derek Bourgeois
  - 2009 : Alea Jacta est, the die is cast de Michaël Forsyth
  - 2010 : Harmony Music de Philip Sparke
  - 2011 : Landscapes de Bertrand Moren
  - 2012 : Earthrise de Nigel Clarke
  - 2013 : Spirit of Puccini de Hermann Pallhuber
  - 2014 : Variations and Fugue on an Original Theme (Vita Aeterna Variations) d'Alexander Comitas
  - 2015 : REM-Scapes de Thomas Doss
  - 2016 : Of Distant Memories d'Edward Gregson
  - 2017 : Daphnis et Chloé Maurice Ravel, arrangement Howard Snell
  - 2018 : Music of the Spheres de Philip Sparke
  - 2019 : St. Magnus de Kenneth Downie
  - 2020 : A Lowry Sketchbook de Philip Wilby
  - 2022 : Dynasty de Peter Graham
  - 2023 : Music for Battle Creek de Philip Sparke (Ed. Anglo Music Press)

- 1re division
  - 2004 :  Antigone, fille d’Œdipe de Pierre-Étienne Sagnol
  - 2005 : The voyage of discovery de Goff Richards
  - 2006 : Légende orientale de Jean-François Michel
  - 2007 : Variations for brass band de Ralph Vaughan Williams
  - 2009 : Salomé de Gareth Wood
  - 2010 : Thallis Variation de Philip Sparke
  - 2011 : English heritage de George Lloyd
  - 2012 : Isaia 40 de Robert Redhead
  - 2013 : Epic Symphony de Percy Fletcher
  - 2014 : Essence of time de Peter Graham
  - 2015 : Diversions on the Bass Theme de George Lloyd (Édition R. Smith & Co)
  - 2016 : Brass Triumphant de Gareth Wood
  - 2017 : Orion de Paul Lovatt-Cooper
  - 2018 : Fragile Oasis de Peter Meechan
  - 2019 : A London Ouverture de Philip Sparke
  - 2020 : James Cook - Circumnavigator de Gilbert Vinter
  - 2022 : Sinfonietta no.3 de Etienne Crausaz
  - 2023 : Keystone de Thierry Deleruyelle (Ed. chez le compositeur)

- 2e division
  - 2004 : Classical Hymn de Nicolas Avinée
  - 2005 : Antarès d'Olivier Marquis
  - 2006 : Swiss folk de Richards Goff
  - 2007 : Northern Landscapes de Peter Graham
  - 2009 : Firestorm de Stephen Bulla
  - 2010 : Masquerade de James Curnow
  - 2011 : Moorside Suite de Gustav Holst
  - 2012 : The Plantagenets d'Edward Gregson
  - 2013 : Thyellene, the Battle on the Heath de Kevin Houben
  - 2014 : Océans de Goff Richards
  - 2015 : The Saga of Haakon the Good de Philip Sparke (Édition Anglo Music)
  - 2016 : The Kingdom of Dragons de Philip Harper
  - 2017 : Chaucer’s Tunes de Michael Ball
  - 2018 : Excalibur (Sword of Justice) de Jan van der Roost
  - 2019 : Lions of Legends de Thierry Deleruyelle
  - 2020 : New World Sketches de Dan Price
  - 2022 : Machu Picchu de Thibaut Bruniaux
  - 2023 : Legacy de Tom Davoren (Ed. Tom Davoren Music)

- 3e division
  - 2004 : Adventures in Brass de Ray Farr
  - 2005 : Inonorata de Lee Meddeford
  - 2006 : Ancient monuments de Bertrand Moren
  - 2007 : Divertimento de Bryan Kelly
  - 2009 : Valerius Variations de Philip Sparke
  - 2010 : Inspiration de Jan De Haan
  - 2011 :  Labour and love de Percy Fletcher
  - 2012 : Variations on Laudate Dominum d'Edward Gregson
  - 2013 : Arkansas de Jacob De Haan
  - 2014 : Music for a festival de Philip Sparke
  - 2015 : Sinfonietta no 1 de Johan de Meij (Édition Amstel Music-De Haske)
  - 2016 : Hollywood de Richard Goff
  - 2017 : Partita for Band (Postcards from Home) de Philip Wilby
  - 2018 : Babylon de Thibaut Bruniaux
  - 2019 : Toccata Festiva de Jan Van Der Roost
  - 2020 : The Dark Side of the Moon de Paul Lovatt-Cooper
  - 2022 : Olympus de Philip Harper (Harper Music Publication)
  - 2023 : Lake of the moon de Kevin Houben (Ed. Scherzando Music Publishers)

- 4e division
  - 2004 : Le pêcheur et sa femme de Jean Balissat
  - 2005 : Tournenotes de Thierry Besançon
  - 2006 : European Folks de Bertrand Moren
  - 2007 : Anglian dances d'Alan Fernies
  - 2009 : European Folks de Bertrand Moren
  - 2010 : Dakota de Jan De Haan
  - 2011 : Sains-Saëns Variations de Philip Sparke
  - 2012 : Vizcaya de Gilbert Winter
  - 2013 : Cityscapes de Jan De Haan
  - 2014 : A Malvern Suite de Philip Sparke
  - 2015 : English Folk Songs Suite de Ralph Vaughan-Williams (arrangement de Frank Wright, Édition Studio Music)
  - 2016 : A Devon Fantasy d'Eric Ball
  - 2017 : Prelude, Sond & Dance de John Golland
  - 2018 : Legend in brass de James Curnow
  - 2019 : Hinemoa de Gareth Wood
  - 2020 : The Journal of Phileas Fogg de Peter Graham
  - 2022 : Neverland de Christopher Bond
  - 2023 : Vengeance de Jared McCunnie (Ed. chez l’auteur www.jaredmccunnie.weebly.com/vengeance)